# Bartosz (województwo mazowieckie)
Bartosz – kolonia w Polsce położona w województwie mazowieckim, w powiecie sokołowskim, w gminie Sokołów Podlaski. Ma status sołectwa.
W latach 1934–59 w granicach Sokołowa Podlaskiego.
1 lipca 1987 większą część wsi Bartosz (207,78 ha) włączono z powrotem do Sokołowa Podlaskiego.
W latach 1975–1998 miejscowość administracyjnie należała do województwa siedleckiego.